# Sălsig
Sălsig is een Roemeense gemeente in het district Maramureș.
Sălsig telt 1518 inwoners.